# Baronía de Cruïlles
La baronía de Cruïlles es un título nobiliario español creado el 9 de abril de 1468 por el rey Juan II de Aragón a favor de Bernardo Gilabert de Cruïlles, señor del castillo de Torrente y Peratallada.
Señorío jurisdiccional catalán, de la comarca del Bajo Ampurdán, provincia de Gerona, perteneciente desde el siglo XI al linaje de los Cruïlles. Comprendía además del pueblo de Cruïlles, sus agregados de Sant Cebrià dels Alls, Santa Pellaia, Sant Joan de Salelles. 
En el siglo XIII se unió este linaje con el vecino de Peratallada, de la baronía del mismo nombre, trasladando la capital de sus feudos a dicha villa de Peratallada y pasando a señorear buena parte de la comarca, ya que agregaron Canapost, Peralta, Bagur, Esclañá y Regencós.
En Cataluña, a los señores feudales con importantes dominios y especial poder, se les denominaba barones, aunque las baronías no apareciaran como "títulos nobiliarios" hasta el siglo XIV con alguna excepción. A sus dominios se les denominaban baronías. Algo parecido a lo que ocurría con los infanzones de Aragón y los Ricos-Hombres de Castilla. Los barones catalanes anteriores al siglo XIV eran los "Grandes". Por este motivo se considera a Gilabert de Cruïlles de Peratallada y de Dionís de Cespel como primer barón con un título parecido a los existen actualmente, a pesar de que anteriormente ya existían "barones de Cruïlles" aunque la titulación tenía poco que ver con la actual.
La baronía de Cruïlles fue confirmada por Juan II de Aragón en 1468 y por Alfonso XIII en 1924 como Título del Reino.
Otro título en manos de la misma familia es el marquesado de Castell de Torrent.
|                                | Titular                                                    | Periodo                        | Observación                    |
| Creación por Juan II de Aragón | Creación por Juan II de Aragón                             | Creación por Juan II de Aragón | Creación por Juan II de Aragón |
| ------------------------------ | ---------------------------------------------------------- | ------------------------------ | ------------------------------ |
| I                              | Gilabert de Cruïlles de Peratallada y Dionís de Cespel     | ??-1348                        |                                |
| II                             | Gilabert de Cruïlles de Peratallada y de Mallorca          | 1348-1395                      |                                |
| III                            | Jofre Gilabert de Cruïlles y de Puigpadrines               | 1395-1421                      |                                |
| IV                             | Bernat Gilabert de Cruïlles de Peratallada y de Cervelló   | 1421-1448                      | casado con Aldonza de Cabrera  |
| V                              | Bernat Gilabert de Cruïlles de Peratallada y de Cabrera    | 1448-1495                      |                                |
| VI                             | Juan de Cruïlles de Peratallada y de Quadres               | 1495-1557                      |                                |
| VII                            | Blanca de Cruïlles de Peratallada y de Quadres y de Bret   | 1557-1563                      |                                |
| VIII                           | Violant de Cruïlles de Peratallada y de Vilarig            | 1563-1580                      |                                |
| IX                             | Francisco de Cruïlles de Peratallada-Rajadell y de Vilarig | 1580-1638                      |                                |
| X                              | Juan de Cruïlles de Peratallada-Rajadell y de Xetmar       | 1638-1679                      |                                |
| XI                             | Luis de Cruïlles de Peratallada-Rajadell y de Gelpí        | 1679-1705                      |                                |
| XII                            | Juan de Cruïlles de Peratallada-Rajadell y de Colomer      | 1705-1742                      |                                |
| XIII                           | Felipe de Cruïlles de Peratallada-Rajadell y de Peguera    | 1742-1798                      |                                |
| XIV                            | Felipe de Cruïlles de Peratallada y de Despujol            | 1798-1862                      |                                |
| XV                             | Manuel de Cruïlles de Peratallada y de Segarra             | 1862-1889                      |                                |
| XVI                            | Ricardo de Cruïlles de Peratallada y de Vedruna            | 1889-1911                      |                                |
| XVII                           | Felipe de Cruïlles de Peratallada y Pujol de Pastor        | 1911-1950                      |                                |
| XVIII                          | Santiago de Cruïlles de Peratallada Bosch                  | 1950-1999                      |                                |
| XIX                            | Felipe Maria de Cruïlles de Peratallada y Ventosa          | 2000-2008                      |                                |
| XX                             | Susana de Cruïlles de Peratallada y Jaumandreu             | 2009-2018                      |                                |
| XXI                            | Felipe de Cruïlles de Peratallada y Jaumandreu             | 2018-actual titular            |                                |